# Eurhopalothrix
Eurhopalothrix är ett släkte av myror. Eurhopalothrix ingår i familjen myror.

## Bildgalleri

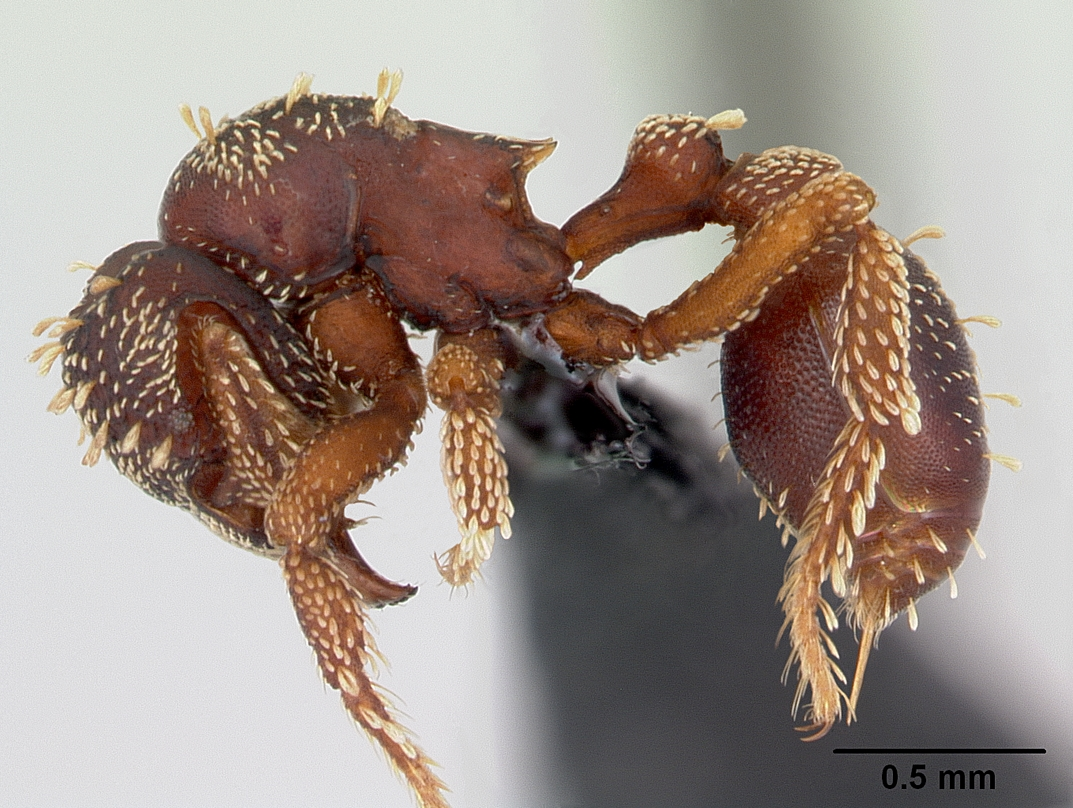

## Dottertaxa tillEurhopalothrix, i alfabetisk ordning[1]
- Eurhopalothrix alopeciosa
- Eurhopalothrix apharogonia
- Eurhopalothrix australis
- Eurhopalothrix biroi
- Eurhopalothrix bolaui
- Eurhopalothrix brevicornis
- Eurhopalothrix browni
- Eurhopalothrix bruchi
- Eurhopalothrix caledonica
- Eurhopalothrix chapmani
- Eurhopalothrix cinnamea
- Eurhopalothrix clypeata
- Eurhopalothrix coronata
- Eurhopalothrix dubia
- Eurhopalothrix emeryi
- Eurhopalothrix floridana
- Eurhopalothrix gravis
- Eurhopalothrix greensladei
- Eurhopalothrix heliscata
- Eurhopalothrix hoplites
- Eurhopalothrix insidiatrix
- Eurhopalothrix isabellae
- Eurhopalothrix jennya
- Eurhopalothrix lenkoi
- Eurhopalothrix omnivaga
- Eurhopalothrix philippina
- Eurhopalothrix pilulifera
- Eurhopalothrix platisquama
- Eurhopalothrix procera
- Eurhopalothrix punctata
- Eurhopalothrix rothschildi
- Eurhopalothrix seguensis
- Eurhopalothrix speciosa
- Eurhopalothrix spectabilis
- Eurhopalothrix szentivanyi